# 姬路学院女子短期大学
姬路学院女子短期大学（日语：／ Himeji Gakuin Joshi Tanki Daigaku *），简称姬学短，是过去一所位于日本兵库县姬路市的私立短期大学。

## 概要

### 简介
- 短期大学为于1950年开办[1]、由学校法人姬路学院[注 2]经营。招生到1999年、停办于2001年[2]。

### 历史
- 1973年 姬路学院女子短期大学成立并同时设置两个学科、以下列举。
  - 英文科
  - 儿童教育科
- 1997年 英文科改名为英语传播科[2]。
- 1999年 最后一年招生、次年停止招生（正式停办于2001年5月29日[2]）。

## 学校环境
- 校区：在了兵库县姬路市[注 1]

## 组织

### 学科
- 儿童教育科
- 英语沟通科

### 专科
| - 没有 |

### 业余课程
| - 没有 |

## 相关链接
- 日本短期大学列表